# Le Nadine... On a accusé les morts
 (février 2021).
 (février 2021).
La mise en forme du texte ne suit pas les recommandations de Wikipédia : il faut le « wikifier ».
Les points d'amélioration suivants sont les cas les plus fréquents. Le détail des points à revoir est peut-être précisé sur la page de discussion.
- Les titres sont pré-formatés par le logiciel. Ils ne sont ni en capitales, ni en gras.
- Le texte ne doit pas être écrit en capitales (les noms de famille non plus), ni en gras, ni en italique, ni en « petit »…
- Le gras n'est utilisé que pour surligner le titre de l'article dans l'introduction, une seule fois.
- L'italique est rarement utilisé : mots en langue étrangère, titres d'œuvres, noms de bateaux, etc.
- Les citations ne sont pas en italique mais en corps de texte normal. Elles sont entourées par des guillemets français : « et ».
- Les listes à puces sont à éviter, des paragraphes rédigés étant largement préférés. Les tableaux sont à réserver à la présentation de données structurées (résultats, etc.).
- Les appels de note de bas de page (petits chiffres en exposant, introduits par l'outil «  Source ») sont à placer entre la fin de phrase et le point final[comme ça].
- Les liens internes (vers d'autres articles de Wikipédia) sont à choisir avec parcimonie. Créez des liens vers des articles approfondissant le sujet. Les termes génériques sans rapport avec le sujet sont à éviter, ainsi que les répétitions de liens vers un même terme.
- Les liens externes sont à placer uniquement dans une section « Liens externes », à la fin de l'article. Ces liens sont à choisir avec parcimonie suivant les règles définies. Si un lien sert de source à l'article, son insertion dans le texte est à faire par les notes de bas de page.
- La présentation des références doit suivre les conventions bibliographiques. Il est recommandé d'utiliser les modèles {{Ouvrage}}, {{Chapitre}}, {{Article}}, {{Lien web}} et/ou {{Bibliographie}}. Le mode d'édition visuel peut mettre en forme automatiquement les références.
- Insérer une infobox (cadre d'informations à droite) n'est pas obligatoire pour parachever la mise en page.

Pour une aide détaillée, merci de consulter Aide:Wikification.
Si vous pensez que ces points ont été résolus, vous pouvez retirer ce bandeau et améliorer la mise en forme d'un autre article.
 (février 2021).
Pour plus de détails, voir Fiche technique et Distribution.
Le Nadine... On a accusé les morts est un film québécois documentaire réalisé par Richard Lavoie, sorti en 2020. 
Il relate le naufrage du chalutier Le Nadine, survenu aux Îles-de-la-Madeleine en décembre 1990. 

## Synopsis
Dans la nuit du 16 décembre 1990, le chalutier le Nadine sombre à une dizaine de milles marins au large de Grande-Entrée, aux Îles-de-la-Madeleine : le navire s'était mis à prendre de la gîte à bâbord à cause du mauvais temps puis coula par trente mètres de fond,.  
Le drame ayant eu lieu vers 22 heures, la plupart des neuf marins pêcheurs et la biologiste Estelle Laberge dormaient dans leurs cabines. 
Seuls le capitaine Robert Poirier et son frère Serge s’en tirèrent. Le premier fut récupéré par un chalutier de Terre-Neuve, le second par la Garde côtière. 
Le documentaire propose des explications à différentes questions telles que : comment expliquer que le navire ait pu couler si rapidement ? Et pourquoi le capitaine et son frère aient dû attendre neuf heures pour être secourus, à quelques encablures des Îles ? 
Le documentaire montre aussi comment le naufrage a permis de faire changer les règles de sécurité. 

Selon le film le capitaine et son équipage ne sont pas responsables de cette tragédie, contrairement à ce qu’a toujours soutenu le président de Madelipêche de l’époque, Paul Delaney,. 

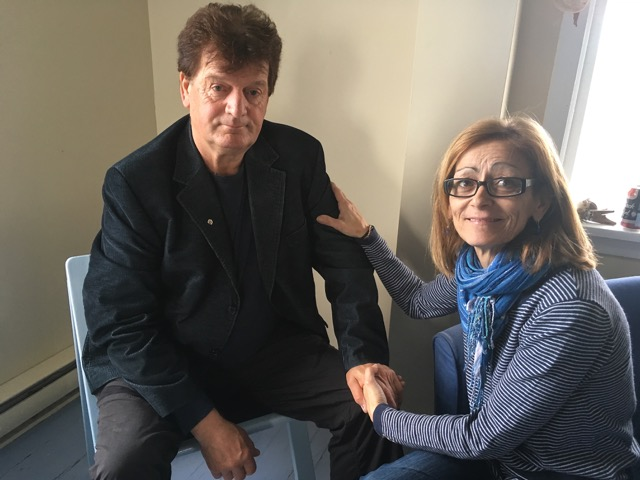
Le capitaine Robert Poirier et Huguette Bourgeois.

## Fiche technique
- Titre original : Le Nadine... On a accusé les morts
- Réalisation : Richard Lavoie
- Assistante à la réalisation : Valérie Lavoie
- Musique : Benoit Pinette (Tire le Coyote) - Alain Lefèvre
- Recherche, image et montage : Richard Lavoie
- Prise de son : Raoul Cormier
- Production et distribution : Les Films Richard Lavoie
- Producteur associé : Robert Mendreshora
- Postproduction : Jonathan Seaborn
- Pays d'origine : Canada
- Langue originale : Français
- Format : HD - 16-9
- Durée : 72 minutes
- Date de sortie : Rimouski, 5 février 2020
- Distribution : Richard Lavoie
- Lieux de tournage : Îles-de-la-Madeleine, Terre-Neuve, ville de Québec.

Source : IMDb

## Distribution
- Robert Poirier : lui-même
- Guy Bourgeois : lui-même
- Huguette Bourgeois : elle-même
- Marjolaine Bourgeois : elle-même

## Production
Proche de la famille de certaines des victimes, Richard Lavoie avait alors fait la promesse de raconter un jour cette tragédie dans un film. Il déclare avoir commencé le tournage peu après le naufrage « Mais, le vrai tournage a commencé il y a trois ans ». Il est assisté de sa fille.
Richard Lavoie a recueilli de nombreux témoignages des proches des victimes dans le but de « rétablir la réputation des marins pêcheurs du Nadine et de son capitaine, Robert Poirier ». D'après lui, « Ça m’a beaucoup frappé de voir jusqu’à quel point les gens n’avaient pas fait leur deuil, les veuves des pêcheurs décédés en particulier ».  
Le long métrage Le Nadine... On a accusé les morts démontre des faits nouveaux et incriminants qui auraient largement contribué au drame : problèmes mécaniques et d’entretien du bateau récurrents, formation déficiente de l’équipage, mesures de sécurité et de secours en mer défaillantes. Tôt ou tard on se devait de tourner pareil film aux Îles, si ce n’était que pour rétablir la réputation des marins-pêcheurs du Nadine et de son capitaine, a-t-on fait remarquer au réalisateur et petit-fils madelinot, Richard Lavoie.  

## Accueil

### Sortie
Le Nadine… on a accusé les morts a été présenté en avant-première le 4 février 2020 à Rimouski dans le cadre du colloque du Comité permanent sur la sécurité des bateaux de pêche du Québec, en présence de Robert Poirier.

### Réception
Le réalisateur déclare : « Il y a eu une sorte d’éclatement. Les gens attendaient une occasion pour en parler et cette occasion ne s’est pas présentée en 30 ans [...]. J’ai provoqué cette occasion-là avec mon film. ».
D'après Marc Doucet, président du comité permanent de la sécurité à bord des bateaux de pêche du Québec :

« On voulait démontrer l’évolution des mesures de sécurité à bord des bateaux de pêche depuis le naufrage du Nadine, à aujourd’hui, quelles sont les améliorations, comment le personnel est formé à bord, quel est le travail accompli.
À l’époque du Nadine, peu importe le navire de pêche qui opérait au Québec, c’était sensiblement la même chose ; on faisait moins attention à ça. Il y a des choses qu’on a vues à bord du Nadine qui ne se reproduiraient plus aujourd’hui. »